# Université de Laponie
L'université de Laponie (en finnois : Lapin yliopisto ; en anglais :University of Lapland) est une université publique finlandaise située à Rovaniemi.

## Organisation
L'université de Laponie est composée de quatre facultés : 
- Faculté des arts et du design
- Faculté des sciences de l'éducation
- Faculté de droit
- Faculté de sciences sociales

## Relations internationales
L'université est membre de l’Université de l'Arctique. UArctic est un réseau international d’universités, d’instituts de recherche et d’organisations ayant pour but de promouvoir, coordonner et soutenir la recherche ainsi que l’éducation en régions arctiques.

## Source
- (en) Cet article est partiellement ou en totalité issu de l’article de Wikipédia en anglais intitulé « University of Lapland » (voir la liste des auteurs).